# 鋸山 (新潟県)

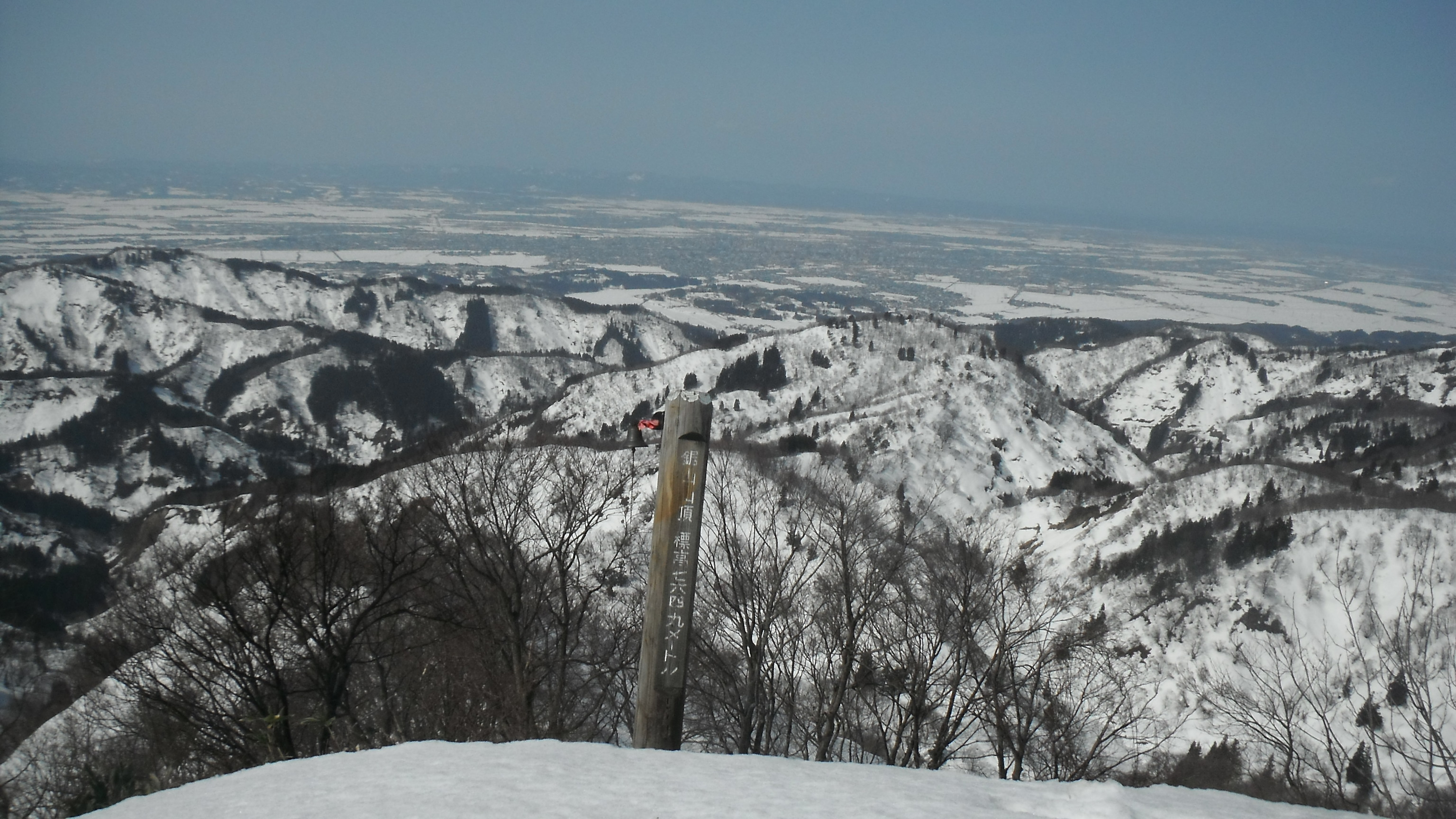
鋸山山頂からの眺望

鋸山（のこぎりやま）は、新潟県長岡市の東側に位置する標高765.1 mの山である。

## 概要
栃尾市の合併まで長岡市の最高峰であった。花立峠から鋸山までの細尾根稜線は鋸のようにギザギザとした形である。
春から秋にかけて天気の良い週末は地元のハイカーで賑わっている。
春は沢山の野花やこごみ、わらび、ぜんまいなどの山菜が登山道に沿って生えているが山菜は採取禁止である。秋は紅葉が綺麗である。冬は3m以上の深雪で覆われ、稜線は危険な雪庇となり人を寄せ付けない山となる。

## 登山ルート
西側ルート（栖吉登山口 - 花立峠 - 鋸山）
最も一般的に利用される登山ルートで登山口には約30台の無料駐車場、トイレ、水場がある。
東側ルート（栃尾、半蔵金 - 花立峠 -鋸山）
無雪期はほとんど通る人もおらず雑草で踏み跡も消えかけているが残雪期には比較的安全なルートとして利用される。
北側ルート（軽井沢 - 八方台 - 鋸山）
無雪期は八方台まで車で行ける。一部急登の所もあるが危険なルートではない。
南側ルート（萱峠 - 長工新道 - 花立峠 - 鋸山）
長工新道は西側が崖となっている細尾根で展望が良いルートである。
北西からのルート（栖吉川 - 風谷山 - 538m小ピーク - 鋸山（登山道は無い））
崖に近い急登で残雪期は雪崩が頻発している危険ルートである。